# Gaston Leinekugel Le Cocq
Pour les articles homonymes, voir Le Cocq.
Gaston Leinekugel Le Cocq est un ingénieur français, né à Cambrai le 29 novembre 1867, mort à Perpezac-le-Blanc le 18 février 1965 .

## Biographie
Il est reçu 4e à l'École polytechnique en 1890. Il est élève ingénieur-hydrographe en 1892. Il embarque sur le vaisseau-école des officiers de marine Iphigénie en octobre 1892, jusqu'en 1893.
Les années suivantes, il fait des campagnes à bord de l'aviso La Chimère, entre l'embouchure de la Loire en 1893 et la frontière espagnole en 1895-1896.
De 1899 à 1900, il participe à la campagne de Madagascar comme enseigne de vaisseau, en qualité d'ingénieur hydrographe. La reine Ranavalona III se rend. Pour la protéger, il a raconté qu'il l'a prise dans ses bras pour la conduire jusqu'à son navire qui l'a amenée à La Réunion. En 1899, il fait des relevés hydrographiques à Diego-Suarez. C'est pendant cette campagne qu'il a rencontré Georges Arnodin, fils de Ferdinand Arnodin.
Après son mariage avec la fille de Ferdinand Arnodin, le 22 octobre 1900, il démissionne de la Marine en 1901, pour travailler dans l'entreprise de son beau-père et le seconder sur la construction de ponts.
Il participa alors à la conception des différents ponts transbordeurs que réalise l'entreprise de Ferdinand Arnodin. En 1903, ils présentent une étude de pont transbordeur porte-train pour franchir la Seine entre Quillebeuf et Port-Jérôme.
Il met au point des méthodes de mesures de tension dans les câbles à l'aide de tensiomètres à l'occasion de la construction des ponts transbordeurs de Marseille et de Brest
En 1900, le commandant Gisclard dépose un brevet de pont suspendu rigide. Ferdinand Arnodin obtient la licence exclusive des ponts suspendus Gisclard. Gaston Leinekugel Le Cocq va superviser la construction des premiers ponts de ce type : quatre ponts dans le Haut Ogoué, au Congo, et la passerelle Marguerite sur la Foa, en Nouvelle-Calédonie, en 1907.
Le 30 octobre 1909 a lieu les épreuves du pont de Cassagne. Après la fin des épreuves, le commandant Gisclard, Ferdinand Arnodin, Gaston Leinekugel Le Cocq et d'autres sont montés dans le train pour revenir. Les freins ayant lâché, Gaston Leinkugel Le Cocq a été blessé en sautant, le train étant sorti de la voie, le commandant Gisclard est tué et Ferdinand Arnodin est blessé.
Mise en service en 1912 du pont sur les gorges du Rhummel à Constantine, le pont suspendu Sidi M'Cid de 164 m de portée, 175 m au-dessus des gorges. Un peu plus tard, l'entreprise Arnodin a obtenu le marché de construction de la passerelle Perregaud.
En 1911, Ferdinand Arnodin a obtenu le marché de construction du viaduc des Rochers Noirs, ou pont de Lapleau, pont suspendu Gisclard permettant de franchir les gorges de la Luzège, à 92 m au-dessus de la rivière

### Première Guerre mondiale
Pendant la Première Guerre mondiale est mobilisé en tant qu'ingénieur hydrographe de la Marine. En 1914 et 1915, il est attaché au service des ponts de l'arrière des armées d'opération. Il propose de construire des ponts suspendus pour remplacer les ponts détruits. Le système Pigeaud est adopté pour les portées allant jusqu'à 32 m en raison de leur facilité de montage. Pour les ponts de plus grande portée, c'est le système Gisclard qui est adopté en raison de sa meilleure résistance et sa plus grande rigidité. Pour la construction des ponts de type Gisclard, il met au point un type unique de tablier formé d'éléments légers. Ce type de pont est réalisé par les Ateliers Arnodin. Quinze ponts ont été construits sur ses plans :
| Liste des ponts de type Gisclard |                 |                   |             |
| Lieu                             | Date de montage | Portée principale | Département |
| Attichy                          | Avril 1915      | 47,71 m           | Oise        |
| Creil                            | Avril 1915      | 55,90 m           | Oise        |
| Jaux                             | Février 1917    | 82,30 m           | Oise        |
| Breuil-Vesle                     | Mars 1917       | 80,00 m           | Marne       |
| Boran                            | Avril 1918      | 70,00 m           | Oise        |
| Mareuil-sur-Ay                   | Mai 1918        | 72,09 m           | Marne       |
| Pont-Saint-Maxence               | Mai 1918        | 81,50 m           | Oise        |
| Verneuil                         | Août 1918       | 70,00 m           | Oise        |
| Port-à-Pinson                    | Août 1918       | 75,50 m           | Marne       |
| Dormans                          | Août 1918       | 81,00 m           | Marne       |
| Pontoise                         | Septembre 1918  | 82,30 m           | Val d'Oise  |
| Pommiers                         | Septembre 1918  | 80,00 m           | Aisne       |
| Attigny-sur-Aisne                | Décembre 1918   | 69,20 m           | Ardennes    |
| Braux-sur-Meuse                  | Mai 1919        | 71,00 m           | Ardennes    |
| Cumières-sur-Marne               | Décembre 1919   | 71,50 m           | Marne       |
Il propose en 1915 d'utiliser les câbles pour remettre en état les ponts qui ne sont sectionnés que dans leur partie centrale. De juin 1915 à septembre 1916, il a été affecté à la fabrication du matériel militaire comme chef du service de fabrication des affûts et obus de l'Établissement d'Indret, en Loire-Atlantique et aux chantiers de la Loire, à Nantes et Saint-Nazaire, et aux ateliers de Bretagne, à Nantes. De septembre 1916 à janvier 1918, il est affecté à l'arsenal de Cherbourg où il supervise la construction d'obus de 75 avec comme objectif d'en fabriquer 8 000 par jour. En 1918, nommé commandant, il est attaché à l'artillerie lourde sur voie ferrée, sous les ordres du général Maurin et du colonel Lucas Gérardville, pour assurer la construction d'affûts-trucks en béton de ciment armé pour des canons de marine de 320 centimètres.
Il profite de ses années de guerre pour réfléchir à des systèmes de construction de hangars pour le transport maritime et aérien.
Il est démobilisé en février 1919 et nommé lieutenant-colonel pour ses services dans l'armée.

### Après 1919
Les brevets déposés par Gaston Leinekugel Le Cocq pendant la Première Guerre mondiale sont exploités par la Société des ateliers et chantiers de la Gironde.

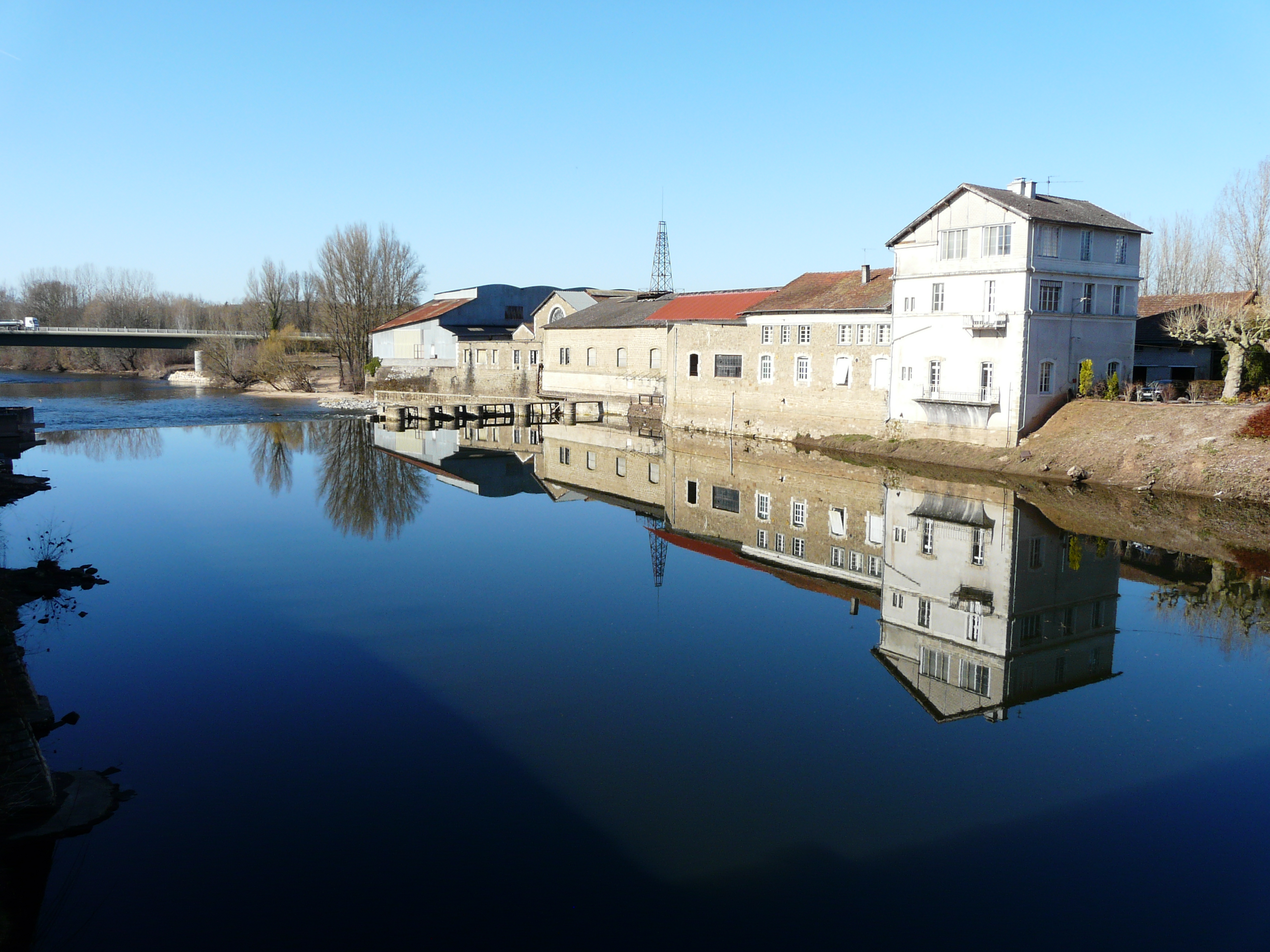
L'usine hydroélectrique de Larche

Le 26 août 1921, Gaston Leinekugel Le Cocq a acheté l'usine hydroélectrique de Larche (Corrèze) à l'audience des criées du tribunal de Brive. Après travaux, il transforme l'usine qui a pris le nom d'Établissements métallurgiques de Larche Gaston Leinekugel Le Cocq.
En 1922, il a obtenu sur sa conception le pont suspendu système Gisclard de Lézardieux sur le Trieux avec une travée centrale de 111,86 m permettant une circulation routière et de la voie ferrée départementale Plouha-Paimpol-Tréguier. La charpente métallique est fournie par les Ateliers et chantiers de la Gironde, la suspension par les Établissements métallurgiques de Larche et les Établissements Arnodin. Les épreuves de l'ouvrage sont faites le 16 juin 1925. Ce pont avait fait l'objet d'une controverse entre Ferdinand Baudin et Louis Harel de la Noë en 1913.

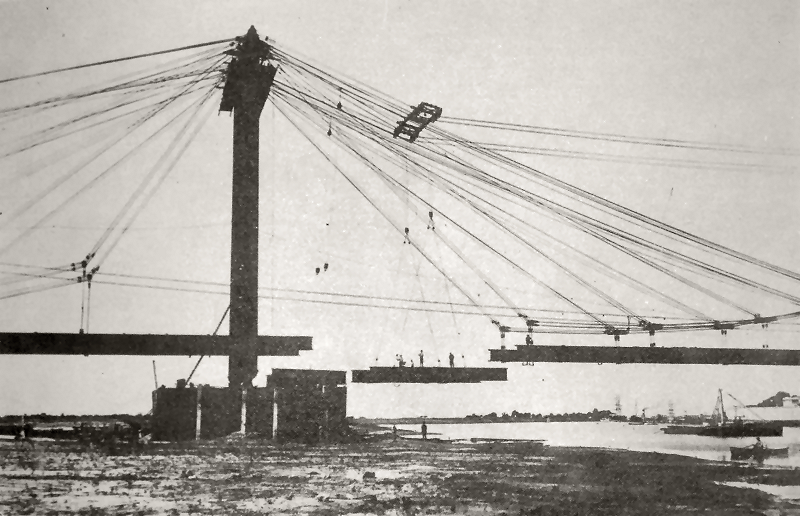
Construction du pont suspendu de Santa Fe

À partir du 10 octobre 1922, il a participé comme ingénieur-constructeur avec les ateliers et chantiers de la Gironde à la construction du pont suspendu système Gisclard de Santa Fe de la Vera Cruz en Argentine. Le pont a une longueur totale de 295,40 m pour une travée centrale de 147,20 m. Les ateliers de Larche ont fourni les câbles. Le montage a commencé en avril 1924. Il a été mis en service le 8 juin 1828. Le pont s'est effondré le 28 septembre 1983 mais a été reconstruit en conservant son aspect d'origine.

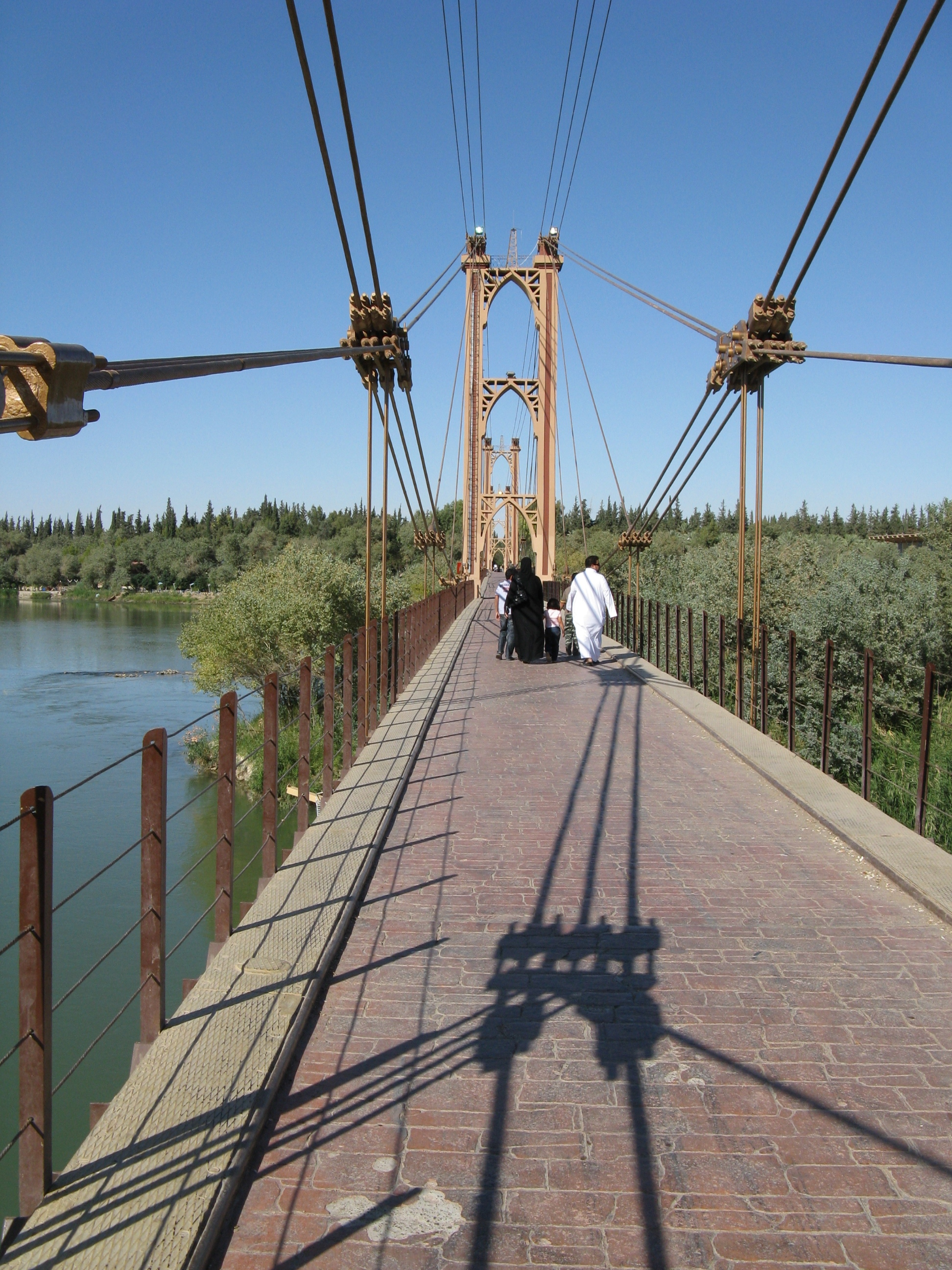
Passerelle suspendue de Deir-Ez-Zor sur l'Euphrate

Ferdinand Arnodin meurt le 14 avril 1924. Il est nommé administrateur provisoire de l'Établissement Arnodin avec Georges Arnodin, fils de Ferdinand, et l'expert comptable. Il a alors réalisé :
- le renforcement du pont suspendu du Bono (Morbihan)[15],
- la passerelle suspendue système Gisclard de Deir-Ez-Zor (Syrie), de 5 travées (34,62 - 3 x 112,50 - 34,62 m), inaugurée en 1931 par le maréchal Franchet d'Espèrey. Elle a été détruite en 2013, pendant la guerre civile syrienne[16].

Ils ont terminé la construction du pont du Port-à-l'Anglais à Vitry-sur-Seine.
Il a obtenu, en 1925, le marché de construction du pont Libertador entre San Cristóbal (Venezuela) et Táriba sur le rio Torbes, inauguré le 17 décembre 1930, centenaire du décès de Simón Bolívar. Ce pont suspendu à une longueur de 172,70 m pour une travée centrale de 112,80 m. La construction du pont a été dirigée par l'ingénieur franco-italien Luis Ramozzi. Ce pont a été endommagé par une crue en 1943,.
Il obtient en 1926 le marché du pont suspendu Pont Général Juan Vicente Gómez de Guárico sur le rio Cuyuní, au Venezuela, terminé en 1930, avec une portée de 120 m,.
En février et mars 1927 il fait un voyage d'études aux États-Unis où il visite avec les ingénieurs Leon Moisseiff et Ralph Modjeski les grands ponts suspendus. Il a présenté dans une conférence à la Société des ingénieurs civils les ouvrages visités.
Il obtient le marché de construction du pont suspendu de Montjean-sur-Loire en 1927 où il met en pratique première fois sur un pont, des poutres de suspension à triple articulations,. Le pont comporte 6 travées pour une longueur totale de 464,55 m. Le pont est terminé en 1931 mais s'est effondré en 1935. Trois experts sont désignés : Albert Caquot, Louis Grelot et André Coyne. Dans leur rapport du 8 mai 1936 ils incriminent la rupture à l'oxydation des câbles à l'intérieur des culots. Cette conclusion est contestée par l'entreprise et une contre-expertise conclut la cause au cahier des charges et à un manque d'entretien. Nouvelle expertise en 1946 suivi d'un arrêt du Conseil d'État en 1951 retenant la responsabilité de l'entreprise. Ce qui restait du pont avait été emporté par une crue de la Loire, le 6 janvier 1936. Le nouvel ouvrage a été construit par les Établissements Baudin de Châteauneuf-sur-Loire mais a été dynamité en juin 1940.
Construction du pont suspendu de Capens sur la Garonne, de 159 m de portée, en 1930, premier pont avec pylônes en béton armé.
Une crue emporte le pont suspendu de Veurey, sur l'Isère, dans la nuit du 23 au 24 octobre 1928. Gaston Leinekugel Le Cocq emporte le marché de reconstruction en 1929. Le nouveau pont n'a aucun pylône dans le lit de la rivière, avec une seule travée de 209,35 m de portée. Il est mis en service le 28 décembre 1932. Ses essais ne sont faits que le 7 et 8 juin 1933,.
En 1930, il a obtenu les travaux de réalisation du pont suspendu de Saint-Denis-de-Pile. Le pont s'est effondré pendant les épreuves le 3 juin 1931, entraînant la mort de plusieurs personnes dont son fils Jean, directeur de l'usine de Larche. Les experts vont conclure à une responsabilité partielle de l'entreprise. Les frais engagés vont entraîner la dissolution de l'ancienne société de Larche et la création d'une nouvelle, la Société de constructions métalliques de la Corrèze à Larche, en 1935. Son fils, Xavier Leinekugel Le Cocq, en est nommé administrateur. Le fond de l'ancienne société est racheté en 1937. 

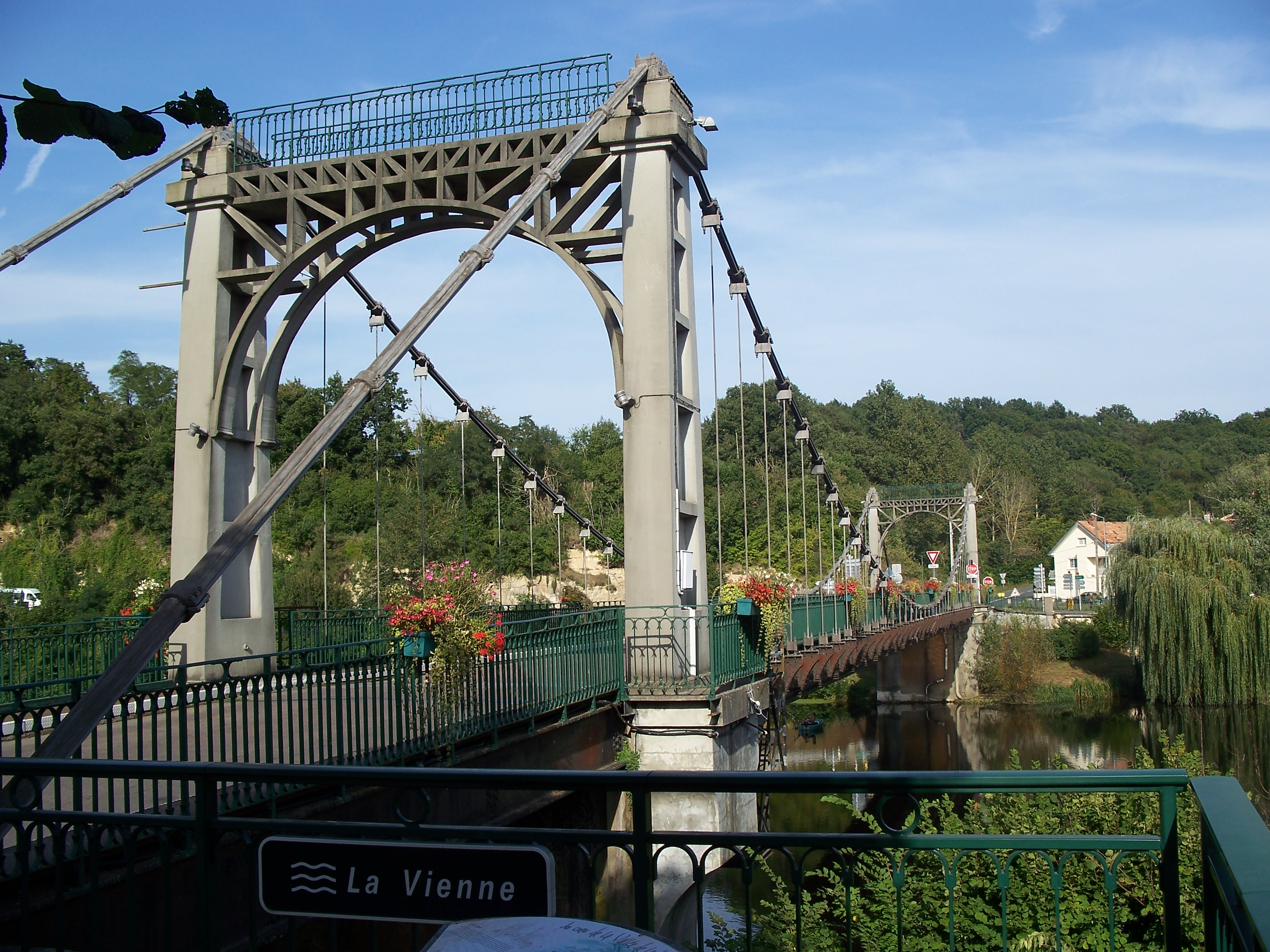
Le pont suspendu de Bonneuil-Matours

Le pont suspendu de Bonneuil-Matours réalisé en 1932 est le premier pont construit par Gaston Leinekugel Le Cocq n'ayant qu'un seul câble par ferme de suspension du tablier.
De mars 1932 à avril 1933, l'entreprise de Larche construit le pont de Mananjary, dit Anjilajila, à Madagascar, avec une travée centrale de 159,35 m et deux travées latérales de 17 m de portée. Les piles et les culées sont construites par la Société industrielle et commerciale de Madagascar. Le tablier a été construit à 16,40 m au-dessus des eaux. Pendant le cyclone du 9 janvier 1934, les eaux du fleuve sont montées de 15 m.
En 1934, il construit deux autres ponts à Madagascar :
- pont suspendu de Kamoro, avec une travée centrale de 206,50 m[31],
- pont de Betsiboka.

Les établissements de Larche construisent le pont suspendu de Mornay-sur-Allier avec une travée centrale de 79 m et deux travées latérales de 64 et 67 m de portée, inauguré le 23 août 1936,.
En 1937, il reprend l'usine Arnodin de Châteauneuf-sur-Loire face à son beau-frère. Il achète tout le fond de la Société Arnodin et emporte à Larche la câbleuse. À partir de cette date, la charpente métallique de tous les ponts Arnodin-Leinekugel sortent de l'usine de Larche. L'usine de Châteauneuf-sur-Loire est vendue. En 1948, la Société de construction métallique de la Corrèze à Larche (SCMCL) change sa raison sociale pour devenir SCMCL et Établissements F. Arnodin Réunis. Une société est créée en Algérie, la Société des Établissements Nord-Africains des petits-fils Arnodin (ENAFA) pour construire des ouvrages en Afrique du Nord.
La mort de son fils dans un accident d'avion, en 1948, l'oblige à reprendre la direction de l'entreprise, à 81 ans.
En 1950, il fait un avant-projet de pont suspendu pour franchir la Manche en 12 ponts de 2 400 m de long ayant chacun une travée centrale de 1 200 m.
Il a cessé son activité de concepteur de ponts en 1958. Au total, entre les ponts des Établissements Arnodin et ceux des établissements de Larche, il a étudié, construit et réparé 393 ponts.

## Famille
Gaston Leinekugel Le Cocq s'est marié le 22 octobre 1900 avec Aline Arnodin, fille de Ferdinand Arnodin.

## Distinctions
- Médaille de la campagne de Madagascar, en 1900 ;
- Chevalier de l'Ordre d'Isabelle la Catholique, en 1901 ;
- Chevalier de l'Ordre de l'Étoile d'Anjouan (France), en 1902[36] ;
- Officier de la Légion d'honneur, en 1918[37] ;
- Officier de l'Ordre du Nichan Iftikhar, en 1935[38].

## Publications
- Ponts à transbordeur, p. 33-37, Le Génie civil, no 1119, 21 novembre 1903 (lire en ligne), planche III
- Ponts à transbordeur (suite et fin), p. 49-55, Le Génie civil, no 1120, 28 novembre 1903 (lire en ligne), planche IV
- Travaux publics : Transport de l'ancien pont à transbordeur de Bizerte, dans l'arsenal maritime de Brest, p. 449-453, Le Génie civil, no 1377, 31 octobre 1908 (lire en ligne), planche XXVII : pont transbordeur du port de Brest (lire en ligne)
- Pont suspendu fixe (système Gisclard) de la Cassagne (Pyrénées-Orientales), p. 273-276, Le Génie civil, no 1393, 20 février 1909 (lire en ligne), planche XVI : pont suspendu système Gisclard à La Cassagne (lire en ligne)
- Pont suspendu fixe (système Gisclard) de la Cassagne (Pyrénées-Orientales) (suite et fin), p. 293-295, Le Génie civil, no 1394, 27 février 1909 (lire en ligne)
- Les ponts suspendus fixes, système Gisclard. Le pont de la Cassagne (Pyrénées-Orientales), p. 437-442, Le Génie civil, no 1452, 9 avril 1910 (lire en ligne)
- Les Nouveaux Ponts de Constantine (Algérie). I.- Pont suspendu semi-rigide sur le Rummel, p. 161-165, Le Génie civil, no 1542, 30 décembre 1911 (lire en ligne)
- Pont suspendu fixe, système Gisclard, sur la Luzège (Corrèze), p. 81-85, Le Génie civil, no 1616, 31 mai 1913 (lire en ligne), planche V (voir')
- Pont suspendu fixe, système Gisclard, sur la Luzège (Corrèze) (suite et fin), p. 104-109, Le Génie civil, no 1617, 7 juin 1913 (lire en ligne)
- Passerelle suspendue de 135 mètres de portée reliant les usines des Établissements Arbel, à Douai, p. 349-353, Le Génie civil, no 1655, 28 février 1914 (lire en ligne)
- Étude sur l'emploi des câbles aux armées. Passerelle suspendue pour le montage de ponts-routes à poutres droites, p. 477-481, Le Génie civil, no 1922, 14 juin 1919 (lire en ligne), planche X pour les passerelles suspendues de type Pigeaud (lire en ligne), planche XI pour les ponts suspendus de type Gisclard (lire en ligne), planche XII pour un transporteur funiculaire pour la reconstruction des ponts (voir)
- Étude sur l'emploi des câbles aux armées. Ponts semi-permanents suspendus, type Gisclard. Transporteur aérien à débouché variable.Dispositifs de relevage des ponts effondrés, p. 497-504, Le Génie civil, no 1923, 21 juin 1919 (lire en ligne)
- Constructions métalliques: L'application des câbles à la construction d'ateliers et de hangars pour avions ou dirigeables, à toiture suspendue, p. 205-211, Le Génie civil, no 2012, 5 mars 1921 (lire en ligne), planche I (voir)
- Constructions métalliques : Pont cantilever suspendu rigide, sur le Trieux, à Lézardrieux (Côtes du-Nord), p. 1-8, Le Génie civil, no 2238, 4 juillet 1925 (lire en ligne), planche I (voir)
- Le développement des ponts suspendus rigides et les grands ponts suspendus en Amérique, p. 138-142, Le Génie civil, no 2347, 6 août 1927 (lire en ligne)
- Pont suspendu rigide de Montjean, sur la Loire, avec fermes en arc à trois articulations, p. 341-346, Le Génie civil, no 2356, 8 octobre 1927 (lire en ligne)
- La standardisation et les progrès des ponts suspendus modernes, Union Générale des Rhodaniens, Tain-l'Hermitage, 1931
- Le pont suspendu de Bonneuil-Matours, sur la Vienne, p. 14-16, Le Génie civil, no 2603, 2 juillet 1932 (lire en ligne), planche I (voir)
- Le nouveau pont suspendu de Veurey, sur l'Isère, p. 173-178, Le Génie civil, no 2662 19 août 1933 (lire en ligne), planche I
- Les grands ponts de Madagascar et la technique nouvelle des ponts suspendus, p. 46-47, Le Génie civil, no 2735, 12 janvier 1935 (lire en ligne)
- Passerelle suspendue du barrage de l'Aigle avec câbles porteurs rigidifiés, système Baticle, p. 277-280, Le Génie civil, no 2797, 21 mars 1936 (lire en ligne)
- Les nouveaux ponts de Mornay-sur-Allier et la technique nouvelle de la construction des ponts suspendus, p. 1-6, Le Génie civil, no 2838, 2 janvier 1937 (lire en ligne), Remarques de R. Coquand
- Résistance des matériaux : L'emploi de bâches remplies d'eau pour les épreuves de poids mort des ponts, p. 125-127, Le Génie civil, no 3033-3034, 29 mars 1941 (lire en ligne)
- Sur une propriété remarquable des câbles télédynamiques, présentée par Alfred Picard, p. 1340-1341, Comptes rendus hebdomadaires des séances de l'Académie des sciences, janvier-juin 1912, tome 154 (lire en ligne)
- Tous les systèmes de ponts suspendus hyperstatiques connus sont les dérivés des ponts suspendus isostatiques et ces derniers ne sont que les cas particuliers d'un seul et unique système qui les comprend tous, p. 57-59, Comptes rendus hebdomadaires des séances de l'Académie des sciences, juillet-décembre 1917, tome 165 (lire en ligne)
- Ponts suspendus, 2 volumes, Encyclopédie scientifique, chez Doin, Paris, 1911[39] :
  - Tome 1 : Ponts suspendus flexibles et semi-rigides
  - Tome 2 : Ponts suspendus rigides
- Sur l'évolution apportée par la construction des ponts suspendus modernes, Société des ingénieurs civils, 1923 ; p. 19
- Projet type de pont suspendu en béton armé à auto-ancrage pour portées centrales d'environ 150 mètres, Imprimerie Chaix, 1944 ; p. 4